# Passiflora macropoda
Passiflora macropoda Killip – gatunek rośliny z rodziny męczennicowatych (Passifloraceae Juss. ex Kunth in Humb.). Występuje endemicznie w Boliwii. 

## Morfologia
PokrójZdrewniałe, trwałe, owłosione liany.
LiściePotrójnie klapowane, rozwarte lub ostrokątne u podstawy, prawie skórzaste. Mają 10–12 cm długości oraz 16–18 cm szerokości. Ząbkowane, z tępym lub ostrym wierzchołkiem. Ogonek liściowy jest owłosiony i ma długość 15–30 mm. Przylistki są owalne, mają 20–30 mm długości.
KwiatyPojedyncze. Działki kielicha są lancetowate, białawe, mają 4–5,5 cm długości. Płatki są liniowo lancetowate, białe, mają 3–5,5 cm długości. Przykoronek ułożony jest w czterech rzędach, biały, ma 15–25 mm długości.

## Biologia i ekologia
Występuje w lasach na wysokości 2900–3100 m n.p.m.